# Oligodon ancorus
Oligodon ancorus là một loài rắn trong họ Rắn nước. Loài này được Girard mô tả khoa học đầu tiên năm 1858.